# Chernobilite
Chernobilite é um "mineral artificial" criado devido ao acidente nuclear de Chernobil, sendo constituído de um cristalino de silicato de zircônio (ZrSiO4) misturado com um alto teor de urânio (até 10%). Foi descoberto no cório do reator 4 da Usina Nuclear de Chernobil, formado em função do material derretido em torno do núcleo do reator.  O mineral é altamente radioativo devido ao seu elevado teor de urânio e também por estar contaminado por demais produtos resultantes da fissão nuclear.

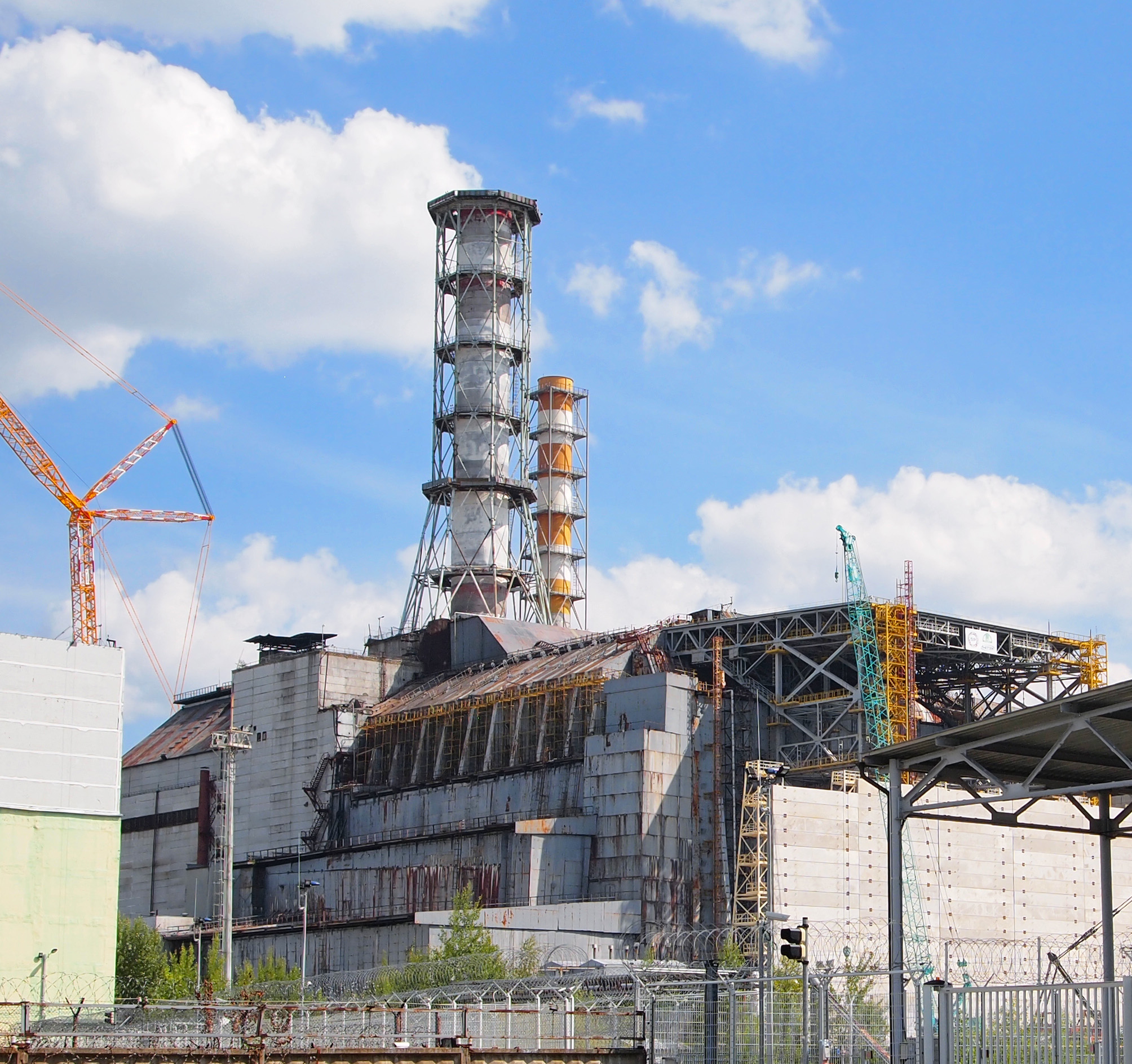
Reator 4, Chernobil, onde chernobilite foi descoberto